# Expedition 18
Expedition 18 var den artonde expeditionen till den Internationella rymdstationen (ISS). Expeditionen pågick mellan den 12 oktober 2008 och 26 mars 2009.

## Besättningen
| Position       | Första delen (oktober - november 2008)       | Andra delen (november 2008 - mars 2009)      | Tredje delen (mars - 8 april 2009)           |
| -------------- | -------------------------------------------- | -------------------------------------------- | -------------------------------------------- |
| Befälhavare    | Michael Fincke, NASA Hans andra rymdfärd     | Michael Fincke, NASA Hans andra rymdfärd     | Michael Fincke, NASA Hans andra rymdfärd     |
| Flygingenjör 1 | Jurij V. Lontjakov, RSA Hans tredje rymdfärd | Jurij V. Lontjakov, RSA Hans tredje rymdfärd | Jurij V. Lontjakov, RSA Hans tredje rymdfärd |
| Flygingenjör 2 | Gregory Chamitoff, NASA Hans första rymdfärd | Sandra Magnus, NASA Hennes andra rymdfärd    | Koichi Wakata, JAXA Hans tredje rymdfärd     |

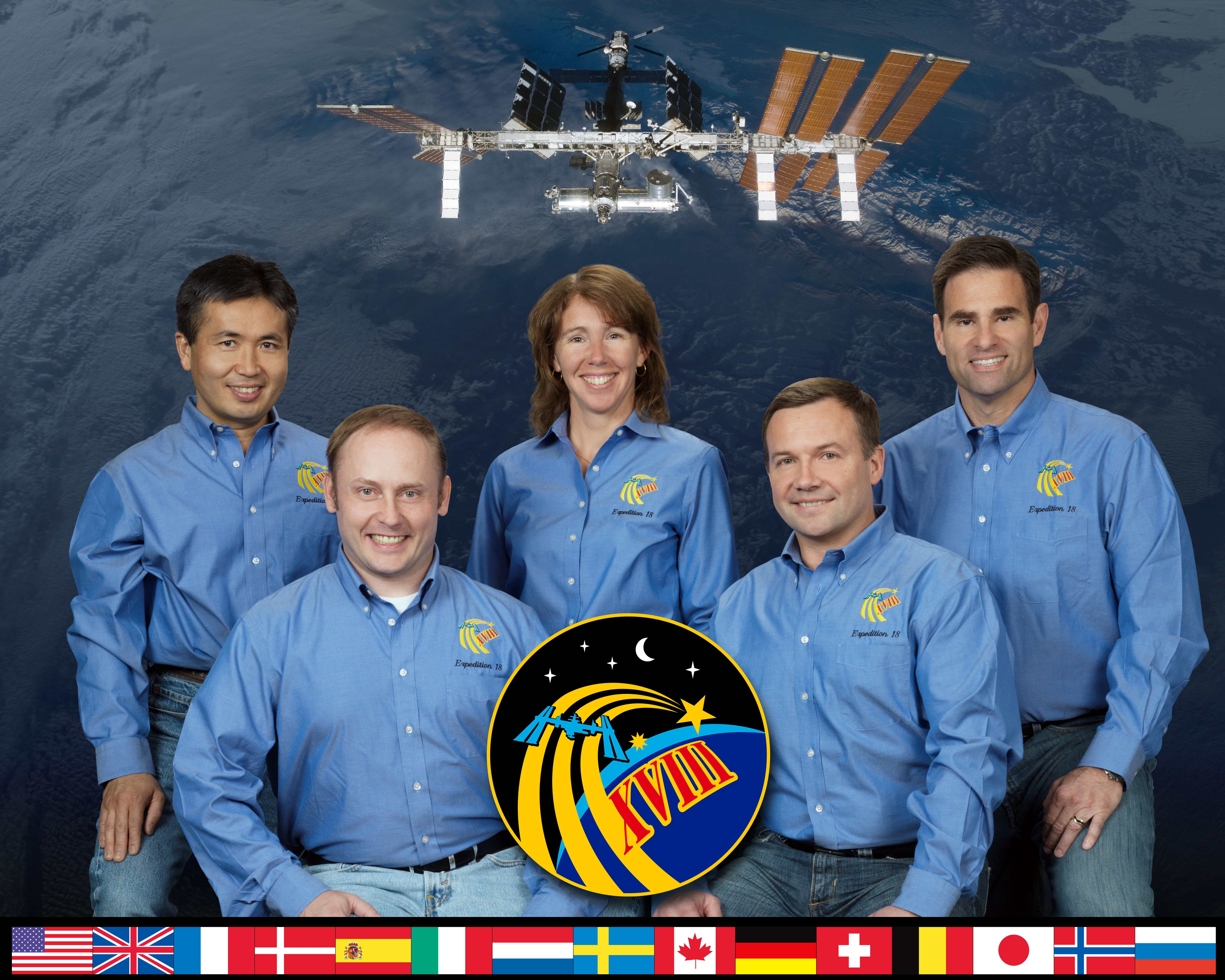
Expedition 18.
Från vänster: Koichi Wakata, Michael Fincke, Sandra Magnus, Jurij V. Lontjakov, Gregory Chamitoff

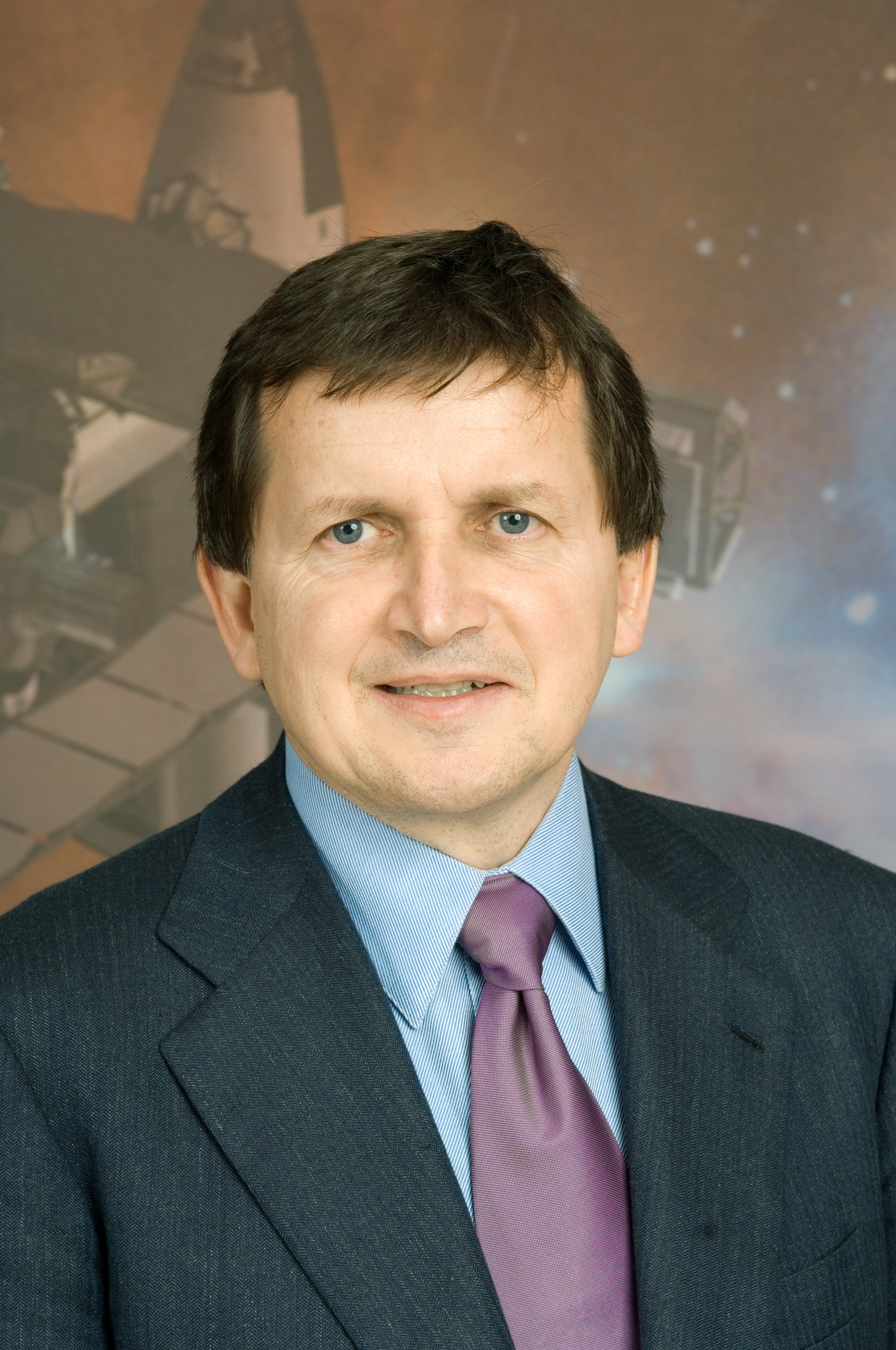
Rymdturisten Charles Simonyi landade tillsammans med Expedition 18 med Sojuz TMA-13 efter att ha rest till ISS med Expedition 19 Sojuz TMA-14.

- Michael Fincke (2)  Befälhavare. Uppskjutning 12 oktober 2008 med Sojuz TMA-13. Landade 8 april 2009 med Sojuz TMA-13.
- Jurij V. Lontjakov (3)  Uppskjutning 12 oktober 2008 med Sojuz TMA-13. Landade 8 april 2009 med Sojuz TMA-13.
- Gregory Chamitoff (1) Uppskjutning 31 maj 2008 med Discovery STS-124 (Expedition 17). Landade 30 november 2008 med Endeavour STS-126
- Sandra Magnus (2)  Uppskjutning 14 november 2008 med Endeavour STS-126 Landade 28 mars 2009 med Discovery STS-119
- Koichi Wakata (3)  Uppskjutning 15 mars 2009 med Discovery STS-119  Fortsatte till Expedition 19 och Expedition 20 och landade 31 juli 2009 med STS-127.

(#) antal rymdfärder som varje besättningsmedlem avklarat, inklusive detta uppdrag.

## Uppdrag
Koichi Wakata utförde ett experiment som innebar att han bar specialdesignade underkläder i en månad utan att ta av sig eller tvätta dem och utan att de avgav odör.